# A bagdadi borbély
A bagdadi borbély (Der Barbier von Bagdad) Peter Cornelius 1858-ban, Weimarban bemutatott kétfelvonásos vígoperája, amelynek librettóját maga a komponista írta.

## Az opera keletkezése
A bagdadi borbély történetének alapját Az Ezeregyéjszaka meséiből vette Cornelius, az opera szövegét ő írta. A bagdadi borbély történetét Seherezádé az 1001 éj 28. éjszakáján mesélte el a szultánnak. Az operában azonban az eredeti történet gonosz és rossz szereplőiből kedvelhető, szelíd alakokat formált, s ezzel elérte, hogy egész művéből kedves melegség áradjon.

## Szereplők
| Szereplő                            | Hangfekvés    |
| ----------------------------------- | ------------- |
| A kalifa                            | lírai bariton |
| Baba Musztafa, kádi                 | buffo tenor   |
| Margiana, a kádi leánya             | lírai szoprán |
| Bostana, a kádi rokona              | alt           |
| Nureddin                            | lírai tenor   |
| Abul Hasszán Ali Ebn Bekar, borbély | basszus       |

- Történik: Bagdadban, a kalifák korában.
- Színhely: I. felvonás: Nureddin szobája; II. felvonás: a kádi háza.
- Zenekar: közepes együttes.
- Kórus: közepes együttes.
- Játékidő: körülbelül 130 perc.

## Cselekmény

### Első felvonás
Nureddin emésztő szerelmet érez Margiana, a kádi lánya iránt, de mivel azt hiszi, hogy az nem viszonozza érzelmeit, belebetegszik a szerelembe. Ebben az állapotában érkezik hozzá Bostana, aki azt közli a fiatalemberrel, hogy a lány is hasonlóan érez iránta, és délidőben találkára is várja. Nureddinnek azonnal visszatér az életkedve, csakhogy bánatában elhanyagolta külsejét, így nem találkozhat a lánnyal. Sürgősen borbélyra lenne szükség, hogy helyrehozza sörényét. Bostana gyorsan elküldi hozzá Abul Hasszán Ali Ebn Bekart (már a cikornyás neve is beszédes), a legjobb borbélyt. Abul Hasszán – sevillai kollégájához hasonlóan – minden lében kanál, mindenhez értő, „nélkülözhetetlen” személyiség, aki ahelyett, hogy gyorsan hozzáfogna a hajfürtök formázásához, előbb minden áron horoszkópot akar készíteni. Meg is állapítja ez alapján, hogy Nureddinnek nem kellene elhagyni a házát, mert kinn veszélyek leselkednek rá. Ezután azonban már nekilát a frizurának, és az ifjú már mehetne is a találkára, de a borbély még mindig akadékoskodik. Csak úgy tud szabadulni, hogy szolgája segítségével az ágyába kötözi Abul Hasszánt.

### Második felvonás
Baba Musztafa kádi házába kérőt várnak, azonban nem a Nureddint, hanem a kádi régi barátjának a fiát. A férjjelölt hatalmas ládát küldött előre, hogy a benne lévő ajándékokkal fordítsa maga felé a leány (és apja) szívét. Itt a dél, és a kádi elvonul szokásos déli imájára, így Nureddin és Margiana végre találkozhatnak. Együttlétüket azonban csakhamar megzavarja egy menekülő szolga, akit a kádi valamiért jól helybenhagyott. Közben kiszabadult az ágyhoz kötözött borbély is, s a zajongásból azt gondolja – emlékezve a horoszkópra –, hogy éppen Nureddinnek esik baja a kádinál. Fellármázza a környéket, és feldúltan bejut a házba. Előtte Bostana és Margiana kiszórják a láda tartalmát, és helyére Nureddint bújtatják. Minthogy a borbély nem látja a fiatalembert, azt hiszi, hogy a kádi megölte. Bostana azonban a zűrzavarba megsúgja neki, hogy a fiú a ládában van. A borbély ki akarja menekíteni védence holttestét, de a kádi azt hiszi, hogy a kincseit akarja elrabolni, és ráveti magát. A zűrzavar tovább fokozódik, valahonnan siratóasszonyok kerülnek elő, nagy csődület támad. Erre már megérkezik a kalifa is, aki számon akarja kérni a jelenlévőket a történtekről. Mindenki a saját igazát hajtogatja, a kádi azt mondja, hogy a láda tartalma a lánya tulajdona. A kalifa kinyittatja a ládát, amiben az elalélt Nureddin fekszik. Abul Hasszán ugrik oda, és néhány varázsigével magához téríti a fiatalembert. Mivel maga a kádi jelentette ki, hogy a láda tartalma a lányáé, ezek után nem tehet mást, Nureddin feleségül veheti Margianát.

## Az opera színpadra állítása
Cornelius vígoperáját Liszt Ferenc erőfeszítései nyomán sikerült bemutatni Weimarban, 1858. december 15-én. A premieren Liszt vezényelt, s az opera – valószínűleg nem kvalitásai miatt, sokkal inkább a Liszt-ellenes Dingelstedt-klikk szervezett tüntetése miatt – megbukott. Ennek az eseménynek köszönhető, hogy Liszt, kedvét vesztve, röviddel ezután távozott Weimarból. Cornelius visszavonta művét, és életében nem is adták elő többé.
A darabot 1885-ben Felix Mottl és Hermann Levi újra elővette, átdolgozták, „wagneresítették”, és ezzel elvették eredeti jellegét. 1904-ben visszaállították az eredeti verziót, és azóta így játsszák, egyre többször és sikerrel. A budapesti Operában 1891. december 30-án mutatták be, 1944 februárjában pedig Székely Mihály kedvéért felújították.

## A zene
A bagdadi borbély zenéje szerkezetileg a német Singspiegelekre emlékeztet, inkább zárt számokra épül, amiket a melodikus dialógusok egységekké fognak össze. Az opera zenéjében Wagnerre emlékeztet a jelenetalkotás, Mozartra a formák tiszta, derűs világa. A vígoperai jelleg némileg visszafogottnak mondható, miként a keleties jelleg is tartózkodóan jelenik meg a melódiákban.

## CD-ajánló
A kalifa – Hermann Prey, Baba Musztafa – Gerhard Unger, Margiana – Elisabeth Schwarzkopf, Bostana – Grace Hoffmann, Nureddin – Nicolai Gedda, Abul Hasszán – Oscar Czerwenka. Közreműködik: a Philharmonia ének- és zenekara, vezényel: Erich Leinsdorf. A felvétel helye és ideje: London, 1956. Kiadás: 1985, EMI 565 284–2, 2 CD.